# سانت توماس توميز
سانت توماس توميز' (St. Thomas Tommies) هم 22 فريقًا رياضيًا يمثلون جامعة سانت توماس، وتقع في سانت بول (مينيسوتا) ، في المستوى الأول من الرابطة الوطنية لرياضة الجامعات. انهى التوميز موسمهم الأخير كأعضاء في القسم الثالث وفي اتحاد مينيسوتا الرياضي الجامعي (MIAC). في عام 2021، انتقلت الجامعة إلى القسم الأول باتحاد دوري القمة (Summit League)، والتي ستستضيف معظم فرقها الرياضية.

## التاريخ
بدأ فريق سانت توماس المنافسات الرباضية الجامعية في عام 1904، واحتفل بمرور 100 عام على ألعابه الرياضية الجامعية في 2003-2004. في عام 1920، كان سانت توماس أحد الأعضاء السبعة المكونين لاتحاد مينيسوتا الرياضي الجامعي (MIAC).
منذ عام 1973، عندما صار اتحاد مينيسوتا الرياضي الجامعي تابعًا للمستوى الثالث في
الرابطة الوطنية لرياضة الجامعات (NCAA)، فاز سانت توماس بأكثر من ثلث بطولات الفرق الـ 39 في اتحاد، مع 15 لقبًا في الرابطة الوطنية في ثماني رياضات مختلفة، بالإضافة إلى مركز الوصافة 13 مرة في الرابطة الوطنية، الذي يتضمن ثلاث رياضات إضافية. بشكل عام، يمتلك سانت توماس أفضل خمسة نتائج منتخبات وطنية في 21 رياضة مختلفة.
في مايو 2019، طرد اتحاد مينيسوتا الرياضي الجامعي سانت توماس من الدوري، بسبب مخاوف بشأن «التكافؤ التنافسي الرياضي». كما قالت مجلة "سبورتس إليسترايتد"، «سانت توماس أقوى رياضياً جداً بالنسبة لبقية أعضاء اتحاد مينيسوتا الرياضي الجامعي»، مما دفع الفرق الأخرى إلى التفكير في التخلي عن الدوري وتهديد استمرار وجوده.
في 5 أكتوبر 2019، أعلن سانت توماس رسميًا عن نيته الانتقال مباشرةً من القسم الثالث إلى القسم الأول من الرابطة، وهي خطوة لم تحدث منذ أن أنشأت الرابطة الوطنية لرياضة الجامعات (NCAA) الأقسام الأول والثاني والثالث في عام 1973، وكان ذلك محظورًا على وجه التحديد في عام 2011. عادةً ما يتطلب الانتقال من القسم الثالث إلى القسم الأول التوقف عند القسم الثاني، وهي عملية تستغرق 12 عامًا تقريبًا لإكمالها. أعلن سانت توماس أنه كان طلب إستثناءاً من الرابطة الوطنية لرياضة الجامعات للسماح له بالانتقال المباشر، وأعلن أيضًا أنه قد تمت دعوته للانضمام إلى اتحاد دوري القمة، وهو اتحاد بالقسم الأول كان يدعم طلب الإستثناء الجامعة.
في 15 يوليو 2020، منحت الرابطة الوطنية لرياضة الجامعات الإذن لسانت توماس بالانتقال مباشرة من القسم الثالث إلى القسم الأول بدءًا من عام 2021. تمت دعوته بالفعل للانضمام إلى دوري القمة (Summit League)، وستتنافس جميع فرق الجامعة البالغ عددها 22 فريقاً في الاتحاد الذي دافع عنه صعوده إلا ثلاثة فرق: حيث سينضم فريق كرة القدم إلى Pioneer Football League وهو اتحاد كرة القدم فقط دون منح دراسية به فرق من نيويورك ونورث كارولينا وساوث كارولينا وفلوريدا وكنتاكي وأوهايو وإنديانا وأيوا وكاليفورنيا. وسينضم فريق سانت توماس توميز لهوكي الجليد للرجال إلى اتحاد الهوكي الجامعي الأوسط (CCHA) وفريق سانت توماس توميز لهوكي الجليد للسيدات سيلعب في اتحاد الهوكي الجامعي الغربي (WCHA).
'